# Slatkovodna mornarica
Slatkovodna mornarica ili mornarica unutarnjih voda odnosi se općenito na riječnu i jezersku mornaricu, posebno u državama koje nemaju izlaz na more, ili koje imaju državnu granicu na nekoj rijeci ili jezeru.
Riječna mornarica je isključivo slatkovodna, dok jezerska mornarica može biti i na slanim jezerima, kao npr na Kaspijskom jezeru.
Slatkovodna mornarica može biti neovisna, ili pod zapovjedništvom kopnene vojske, ponekad čak i u sastavu standardne (pomorske) mornarice.
Primjer riječne mornarice u sastavu kopnene vojske može se vidjeti i u Hrvatskoj, a to je Riječna bojna, koja nadzire državne granice na rijekama Dravi i Dunavu.
Brodovi koji se najčešće koriste na rijekama i jezerima su: Riječni monitori, raketni čamci i topovnjače, ophodni brodovi, te brodovi za riječni desant i slično.
Za ukupnost snaga riječne i/ili jezerske mornarice obično se koristi naziv flotila, slično kao i za priobalnu mornaricu, npr Flotila Hrvatske ratne mornarice.
Engleski naziv za slatkovodnu mornaricu je eng. Brown-water navy – smeđevodna mornarica je nastao tijekom Američkog građanskog rata, kada se odnosio na snage Unije koje su patrolirale blatnom rijekom Mississippi.

## Vanjske poveznice
- Što je to "mornarica smeđih voda"
- Definicija slatkovodne mornarice
- Vojne operacije na rijekama
- O mornarici unutarnjih voda
- Uporaba riječne mornarice u Vijetnamskom ratu